# Volkspistole
La Volkspistole (pistola del popolo) era una pistola semiautomatica di emergenza prodotta nella Germania nazista alla fine della seconda guerra mondiale, realizzata con parti in acciaio stampato, con minimo ricorso a componenti lavorate dal pieno.
Fu prodotta solo in alcuni prototipi prima della fine della guerra. Questi avevano un insolito sistema di chiusura, che dirigeva i gas di sparo in avanti per ritardare la canna fino alla fuoriuscita del proiettile dalla volata. I prototipi, con leggere differenze nella meccanica, furono realizzati dalla Carl Walther GmbH, dalla Mauser-Werke AG e dalla Gustloff-Werke.